# OpenOffice Basic
OpenOffice Basic (ранее известный как StarOffice Basic или StarBasic или OOoBasic) — это диалект языка программирования BASIC, впервые появившийся в офисном пакете StarOffice и получивший распространение с пакетом OpenOffice.org, а также с производными от него, такими как LibreOffice (в котором он известен как LibreOffice Basic).

## Пример
Хотя OpenOffice Basic сам по себе похож на другие диалекты BASIC, такие как Microsoft VBA, его API сильно отличается, как показано в примере макроса ниже. В то время как есть гораздо более простой способ получить свойство документа «счётчик абзацев», в примере показан основные последовательный метод доступа к каждому абзацу текстового документа.
```
Sub
 
ParaCount

'

' Подсчитать количество абзацев в текстовом документе

'

    
Dim
 
Doc
 
As
 
Object
,
 
Enum
 
As
 
Object
,
 
TextEl
 
As
 
Object
,
 
Count
 
As
 
Long

    
Doc
 
=
 
ThisComponent

' Это текстовый документ?

    
If
 
Not
 
Doc
.
SupportsService
(
"com.sun.star.text.TextDocument"
)
 
Then

        
MsgBox
 
"This macro must be run from a text document"
,
 
64
,
 
"Error"

        
Exit
 
Sub

    
End
 
If

    
Count
 
=
 
0

' Проверить каждый компонент: абзац или таблица?

    
Enum
 
= 
Doc
.
Text
.
CreateEnumeration

    
While
 
Enum
.
HasMoreElements

        
TextEl
 
=
 
Enum
.
NextElement

' Является ли компонент абзацем?

        
If
 
TextEl
.
SupportsService
(
"com.sun.star.text.Paragraph"
)
 
Then

            
Count
 
=
 
Count
 
+
 
1

        
End
 
If

    
Wend

'Display result

    
MsgBox
 
Count
,
 
0
,
 
"Paragraph Count"

End
 
Sub

```